# Oncidium caquetanum
Oncidium caquetanum är en orkidéart som först beskrevs av Rudolf Schlechter, och fick sitt nu gällande namn av Mark W. Chase och Norris Hagan Williams. Oncidium caquetanum ingår i släktet Oncidium och familjen orkidéer. Inga underarter finns listade i Catalogue of Life.